# سرپسکا کوچا
سرپسکا کوچا (به صربی: Srpska Kuća) یک منطقهٔ مسکونی در صربستان است که در بوجانوواچ واقع شده‌است. سرپسکا کوچا ۲۸۴ نفر جمعیت دارد.